# Arrondissement de Dunkerque
L'arrondissement de Dunkerque est une division administrative française, située dans le département du Nord et la région Hauts-de-France.

## Géographie
L'arrondissement de Dunkerque se situe à l'extrême nord de la France. Il s'étend entre la Lys et la mer. Il est bordé au nord-ouest par la mer du Nord et compte trente cinq kilomètres de côte, au nord-est par la Belgique, de la mer à la Lys, au sud-est par l'arrondissement de Lille dont il est séparé par la Lys, au sud et au sud-ouest par le département du Pas-de-Calais, dont il est séparé sur la majeure partie de sa frontière par la Lys, le canal de Neufossé, et l'Aa.
L'arrondissement, depuis la suppression de l'arrondissement d'Hazebrouck le 10 septembre 1926 et son intégration dans l'arrondissement de Dunkerque, se caractérise par son unité linguistique et recouvre la Flandre flamingante, par opposition à la Flandre wallonne qui s'étend de la Lys à la Scarpe.
Il se compose d'une partie de la plaine maritime flamande, sur sa bordure côtière, trente cinq kilomètres de long sur environ dix kilomètres de profondeur, faisant partie de la plaine de Flandre qui s'étend largement au-delà de ses frontières.
La bordure côtière a souvent une altitude inférieure au niveau de la mer, dont elle est protégée par une barrière de dunes. Région longtemps marécageuse, elle a nécessité des travaux permanents pour évacuer l'eau, drainer le sol, amenant au creusement de nombreux canaux et à la mise en place d'une administration pour gérer la situation, les watringues. L'arrondissement comprend également la zone des Moëres, à l'est de Dunkerque, ancien pays de marais, aujourd'hui asséché, à la frontière avec la Belgique.
A l'intérieur des terres, entre l'Yser et la Lys, se trouvent quelques zones de hauteurs isolées telles que le mont Cassel (175 mètres), le mont des Cats (164 mètres), le mont Noir (152 mètres), le mont des Récollets (140 mètres), le mont de Watten (72 mètres).
L'arrondissement compte plusieurs canaux, voies de communication très empruntées dans le passé lorsque les routes n'étaient pas encore en bon état, et plus ou moins exploitées de nos jours selon les cas :
- les canaux de Dunkerque qui communiquent par une écluse avec les bassins maritimes et qui convergent tous vers le canal de Bourbourg
- le canal de Bourbourg, parallèle à la côte, relie Dunkerque à l'Aa.
- le canal de Furnes, parallèle à la côte, va de Dunkerque vers la Belgique.
- le canal de la haute Colme, parallèle à la côte relie Bergues à l'Aa; avec sa dérivation qui mène de Coppenaxfort à Lynck
- le canal de la basse Colme, va de Bergues à la Belgique
- le canal de Bergues relie Dunkerque à Bergues.

Cet ensemble de canaux situé en zone côtière assure la liaison entre les villes de Flandre maritime vers la Belgique d'une part , et vers Watten, l'Aa, le canal de Neufossé et l'intérieur des terres d'autre part, vers Valenciennes (Réseau des voies navigables). L'Aa draine la trafic vers l'intérieur, relie le système côtier à Saint-Omer et de là au réseau régional.
A l'intérieur des terres, Hazebrouck assure les liaisons vers la Lys et au réseau régional, à la fois au sud ouest vers Aire-sur-la-Lys, et au nord ouest vers Merville et Armentières.
Par ailleurs, Hazebrouck occupe la position de nœud central en matière de chemin de fer, vers Dunkerque, Calais, mais aussi Béthune, Lille etc.
L'autoroute A25 traverse l'arrondissement et le relie au réseau autoroutier français et international.

## Composition

### Composition de l'arrondissement depuis2015
L'arrondissement compte 111 communes reparties en sept cantons (Bailleul, Coudekerque-Branche, Dunkerque-1, Dunkerque-2, Grande-Synthe, Hazebrouck et Wormhout) :
- Canton de Bailleul, qui groupe 23 communes :
  - Bailleul, Berthen, Boeschepe, Borre, Caëstre, Cassel, Le Doulieu, Eecke, Flêtre, Godewaersvelde, Hondeghem, Merris, Méteren, Nieppe, Oxelaëre, Pradelles, Sainte-Marie-Cappel, Saint-Jans-Cappel, Saint-Sylvestre-Cappel, Staple, Steenwerck, Strazeele et Vieux-Berquin ;

- Canton de Coudekerque-Branche, qui groupe 9 communes :
  - Armbouts-Cappel, Bergues, Bierne, Cappelle-la-Grande, Coudekerque-Branche, Spycker, Steene, Téteghem-Coudekerque-Village et Uxem ;

- Canton de Dunkerque-1, qui groupe six parties de la commune de Dunkerque :
  - Saint-Pol-sur-Mer, Fort-Mardyck, Petite-Synthe, Dunkerque-Sud, La Victoire et quatre parties de Dunkerque-Centre (Centre-Ville, Grand-Large, La Citadelle et la moitié occidentale de Saint-Gilles) ;

- Canton de Dunkerque-2, qui groupe 4 communes et six parties de la commune de Dunkerque :
  - Bray-Dunes, Ghyvelde, Leffrinckoucke et Zuydcoote,
  - Six parties de la commune de Dunkerque : Malo-les-Bains, Rosendaël, Les Glacis et trois parties du Dunkerque-Centre (Soubise, La Gare et la moitié orientale de Saint-Gilles) ;

- Canton de Grande-Synthe, qui groupe 13 communes et une fraction de la commune de Dunkerque :
  - Bourbourg, Brouckerque, Cappelle-Brouck, Craywick, Drincham, Grande-Synthe, Grand-Fort-Philippe, Gravelines, Looberghe, Loon-Plage, Pitgam, Saint-Georges-sur-l'Aa et Saint-Pierre-Brouck,
  - La partie de la commune de Dunkerque située entre les communes de Grande-Synthe, Spycker et Loon-Plage ;

- Canton d'Hazebrouck, qui groupe 16 communes :
  - Blaringhem, Boëseghem, Ebblinghem, Estaires, La Gorgue, Haverskerque, Hazebrouck, Lynde, Merville, Morbecque, Neuf-Berquin, Renescure, Sercus, Steenbecque, Thiennes et Wallon-Cappel ;

- Canton de Wormhout, qui groupe 45 communes :
  - Arnèke, Bambecque, Bavinchove, Bissezeele, Bollezeele, Broxeele, Buysscheure, Crochte, Eringhem, Esquelbecq, Hardifort, Herzeele, Holque, Hondschoote, Houtkerque, Hoymille, Killem, Lederzeele, Ledringhem, Merckeghem, Millam, Nieurlet, Noordpeene, Ochtezeele, Oost-Cappel, Oudezeele, Quaëdypre, Rexpoëde, Rubrouck, Saint-Momelin, Socx, Steenvoorde, Terdeghem, Volckerinckhove, Warhem, Watten, Wemaers-Cappel, West-Cappel, Winnezeele, Wormhout, Wulverdinghe, Wylder, Zegerscappel, Zermezeele et Zuytpeene.

### Composition de l'arrondissementavant2015[évasif]
Avant 2015, l'arrondissement comptait seize cantons (Bailleul-Nord-Est, Bailleul-Sud-Ouest, Bergues, Bourbourg, Cassel, Coudekerque-Branche, Dunkerque-Est, Dunkerque-Ouest, Grande-Synthe, Gravelines, Hazebrouck-Nord, Hazebrouck-Sud, Hondschoote, Merville, Steenvoorde et Wormhout) : 
- Canton de Bailleul-Nord-Est, qui groupe 4 communes :
  - Bailleul, Nieppe, Saint-Jans-Cappel et Steenwerck

- Canton de Bailleul-Sud-Ouest, qui groupe 6 communes :
  - Bailleul, Berthen, Flêtre, Merris, Méteren et Vieux-Berquin

- Canton de Bergues, qui groupe 13 communes :
  - Armbouts-Cappel, Bergues, Bierne, Bissezeele, Crochte, Eringhem, Hoymille, Pitgam, Quaëdypre, Socx, Steene, West-Cappel et Wylder

- Canton de Bourbourg, qui groupe 12 communes :
  - Bourbourg, Brouckerque, Cappelle-Brouck, Drincham, Holque, Looberghe, Millam, Saint-Momelin, Saint-Pierre-Brouck, Spycker, Watten et Wulverdinghe

- Canton de Cassel, qui groupe 13 communes :
  - Arnèke, Bavinchove, Buysscheure, Cassel, Hardifort, Noordpeene, Ochtezeele, Oxelaëre, Rubrouck, Sainte-Marie-Cappel, Wemaers-Cappel, Zermezeele et Zuytpeene

- Canton de Coudekerque-Branche, qui groupe 3 communes :
  - Coudekerque-Branche, Coudekerque-Village et Dunkerque

- Canton de Dunkerque-Est, qui groupe 6 communes :
  - Bray-Dunes, Dunkerque, Leffrinckoucke, Téteghem, Uxem et Zuydcoote

- Canton de Dunkerque-Ouest, qui groupe 2 communes :
  - Cappelle-la-Grande et Dunkerque

- Canton de Grande-Synthe, qui groupe 2 communes :
  - Dunkerque et Grande-Synthe

- Canton de Gravelines, qui groupe 5 communes :
  - Craywick, Grand-Fort-Philippe, Gravelines, Loon-Plage et Saint-Georges-sur-l'Aa

- Canton d'Hazebrouck-Nord, qui groupe 10 communes :
  - Blaringhem, Caëstre, Ebblinghem, Hazebrouck, Hondeghem, Lynde, Renescure, Sercus, Staple et Wallon-Cappel

- Canton d'Hazebrouck-Sud, qui groupe 8 communes :
  - Boëseghem, Borre, Hazebrouck, Morbecque, Pradelles, Steenbecque, Strazeele et Thiennes

- Canton d'Hondschoote, qui groupe 8 communes :
  - Bambecque, Ghyvelde, Hondschoote, Killem, Les Moëres, Oost-Cappel, Rexpoëde et Warhem

- Canton de Merville, qui groupe 6 communes :
  - Le Doulieu, Estaires, La Gorgue, Haverskerque, Merville et Neuf-Berquin

- Canton de Steenvoorde, qui groupe 9 communes :
  - Boeschepe, Eecke, Godewaersvelde, Houtkerque, Oudezeele, Saint-Sylvestre-Cappel, Steenvoorde, Terdeghem et Winnezeele

- Canton de Wormhout, qui groupe 11 communes :
  - Bollezeele, Broxeele, Esquelbecq, Herzeele, Lederzeele, Ledringhem, Merckeghem, Nieurlet, Volckerinckhove, Wormhout et Zegerscappel

### Découpage communal depuis 2015
Depuis 2015, le nombre de communes des arrondissements varie chaque année soit du fait du redécoupage cantonal de 2014 qui a conduit à l'ajustement de périmètres de certains arrondissements, soit à la suite de la création de communes nouvelles. Le nombre de communes de l'arrondissement de Dunkerque est ainsi de 113 en 2015, 111 en 2016 et 111 en 2017.
Au 1er janvier 2024, l'arrondissement groupe les 111 communes suivantes :
1. Armbouts-Cappel
2. Arnèke
3. Bailleul
4. Bambecque
5. Bavinchove
6. Bergues
7. Berthen
8. Bierne
9. Bissezeele
10. Blaringhem
11. Boeschepe
12. Boëseghem
13. Bollezeele
14. Borre
15. Bourbourg
16. Bray-Dunes
17. Brouckerque
18. Broxeele
19. Buysscheure
20. Caëstre
21. Cappelle-Brouck
22. Cappelle-la-Grande
23. Cassel
24. Coudekerque-Branche
25. Craywick
26. Crochte
27. Le Doulieu
28. Drincham
29. Dunkerque
30. Ebblinghem
31. Eecke
32. Eringhem
33. Esquelbecq
34. Estaires
35. Flêtre
36. Ghyvelde
37. Godewaersvelde
38. La Gorgue
39. Grande-Synthe
40. Grand-Fort-Philippe
41. Gravelines
42. Hardifort
43. Haverskerque
44. Hazebrouck
45. Herzeele
46. Holque
47. Hondeghem
48. Hondschoote
49. Houtkerque
50. Hoymille
51. Killem
52. Lederzeele
53. Ledringhem
54. Leffrinckoucke
55. Looberghe
56. Loon-Plage
57. Lynde
58. Merckeghem
59. Merris
60. Merville
61. Méteren
62. Millam
63. Morbecque
64. Neuf-Berquin
65. Nieppe
66. Nieurlet
67. Noordpeene
68. Ochtezeele
69. Oost-Cappel
70. Oudezeele
71. Oxelaëre
72. Pitgam
73. Pradelles
74. Quaëdypre
75. Renescure
76. Rexpoëde
77. Rubrouck
78. Saint-Georges-sur-l'Aa
79. Saint-Jans-Cappel
80. Sainte-Marie-Cappel
81. Saint-Momelin
82. Saint-Pierre-Brouck
83. Saint-Sylvestre-Cappel
84. Sercus
85. Socx
86. Spycker
87. Staple
88. Steenbecque
89. Steene
90. Steenvoorde
91. Steenwerck
92. Strazeele
93. Terdeghem
94. Téteghem-Coudekerque-Village
95. Thiennes
96. Uxem
97. Vieux-Berquin
98. Volckerinckhove
99. Wallon-Cappel
100. Warhem
101. Watten
102. Wemaers-Cappel
103. West-Cappel
104. Winnezeele
105. Wormhout
106. Wulverdinghe
107. Wylder
108. Zegerscappel
109. Zermezeele
110. Zuydcoote
111. Zuytpeene

## Histoire
L'arrondissement coïncide essentiellement avec le territoire de l'ancienne Flandre maritime, territoire compris entre la Lys et la mer du Nord, qui est la partie nord de la Flandre française (la Flandre française est la partie française de l'ancien comté de Flandre). De plus l'arrondissement correspond relativement bien au Westhoek français (Flandre flamingante française), c'est-à-dire la partie de la Flandre française où l'on parlait traditionnellement le flamand.
Avant 1789, ce qui est devenu l'arrondissement de Dunkerque correspondait presque exactement à l'intendance de la Flandre maritime (et à peu près à la moitié de la Flandre maritime lors de l’extension maximale de cette dernière). Elle se composait de la ville de Dunkerque et de son territoire ; de la châtellenie de Bergues, de la châtellenie de Bourbourg, et d'une portion de celle de Cassel.
La Révolution française créa la nouvelle division administrative de la France. Pour la Flandre maritime, fut créé en 1790 le District de Bergues devenu en 1801 l'arrondissement de Bergues déplacé en 1803 à Dunkerque.
À l'origine, l'actuel arrondissement était divisé en deux, avec d'un côté la sous-préfecture de Bergues, et de l'autre celle d'Hazebrouck. Depuis, la sous-préfecture de Bergues a été déplacée à Dunkerque (1803) et celle d'Hazebrouck supprimée en 1926.

## Sous-préfets
En 1805, Mr Schadet nommé député est remplacé par Mr Deschot.

Nicolas-Marie Deschodt, créé baron et sous-préfet de Dunkerque de 1805 à 1826, sauf l'intervalle des Cent-Jours en 1815.
| Période            | Période           | Identité                            | Fonction précédente | Observation |
| ------------------ | ----------------- | ----------------------------------- | --- | --- |
| 1803               | 1805              | Louis Philippe Schadet              | | Député du Nord de 1805 à 1815 |
| 7 août 1833        | 24 mai 1845       | André Randouin                      | Sous-préfet de Blaye                                                                                                   | Nommé secrétaire général de la préfecture du Nord |
| 22 juin 1845       | 24 janvier 1847   | Pierre Leroy de Boisaumarié         | Sous-préfet de Saint-Gaudens                                                                                           | Nommé sous-préfet de Bayonne |
|                    |                   |                                     | | |
| 23 juillet 1848    | 9 octobre 1848    | Jean de Bry                         | Secrétaire général de la préfecture du Nord                                                                            | Nommé préfet de Vaucluse |
| 9 octobre 1848     | 26 novembre 1851  | Jules Rampand                       | Chef de bureau au ministère de la guerre                                                                               | Nommé préfet de la Lozère |
| 1er décembre 1851  | 31 octobre 1854   | Alphonse Paillard                   | Sous-préfet de Forcalquier                                                                                             | Nommé préfet du Cantal |
|                    |                   |                                     | | |
| 1857               | 1859              | Jean Stanislas Gérard               | | |
|                    |                   | Baron Pétiet                        | | Sous-préfet en 1861 |
| 22 juin 1863       | 18 janvier 1868   | Vicomte Henri Bourgeois de Jessaint | Sous-préfet de Saint-Omer                                                                                              | Nommé préfet de la Creuse |
| 18 janvier 1868    | 31 janvier 1870   | Charles Blanquart de Bailleul       | Sous-préfet de Mulhouse                                                                                                | Nommé préfet de la Sarthe |
|                    |                   |                                     | | |
| 5 mars 1879        | 29 décembre 1887  | René Pichon                         | Secrétaire général de la préfecture d'Indre-et-Loire                                                                   | Nommé secrétaire général de la préfecture du Nord |
|                    |                   |                                     | | |
| 12 février 1890    | 8 juin 1891       | Robert Godefroy                     | Sous-préfet de Lunéville                                                                                               | Nommé sous-préfet de Cambrai |
|                    |                   |                                     | | |
| 16 novembre 1895   | 18 octobre 1898   | Amand Becq                          | Chef du service au ministère des colonies                                                                              | Nommé préfet de la Corrèze |
|                    |                   |                                     | | |
| 1er décembre 1905  | 10 juin 1909      | René Brisac                         | Secrétaire général de la préfecture d'Indre-et-Loire                                                                   | Nommé préfet du Tarn |
| 10 juin 1909       | 28 février 1914   | Clément Bonhoure                    | Secrétaire général de la préfecture du Puy-de-Dôme                                                                     | Nommé préfet des Hautes-Alpes |
|                    |                   |                                     | | |
| 1915               | 3 novembre 1916   | Arnaud Poivert                      | Secrétaire général de la préfecture du nord chargé des fonctions de préfet du Nord                                     | Nommé préfet de la Mayenne pour la durée de la guerre |
|                    |                   |                                     | | |
| 11 octobre 1924    | 15 mai 1930       | Joseph Séguin                       | Secrétaire général de la préfecture du Nord                                                                            | Nommé préfet de la Corse |
| 26 mai 1930        | 8 juin 1932       | François Taviani                    | Sous-préfet de Lunéville                                                                                               | Nommé préfet des Pyrénées-Orientales |
| 1er juillet 1932   | 26 septembre 1936 | Alfred Papinot                      | Sous-préfet d'Autun | Nommé préfet de la Corrèze |
| 29 octobre 1936    | 29 janvier 1940   | Maurice Bezagu                      | Sous-préfet de Mamers                                                                                                  | Nommé préfet du Lot |
|                    |                   |                                     | | |
| 26 mars 1941       | 14 novembre 1941  | Jean-Baptiste Benedetti             | Secrétaire général de la préfecture de la Somme                                                                        | Nommé préfet délégué à Montpellier |
| 18 décembre 1941   | 19 août 1942      | Louis Dramard                       | Sous-préfet de Bayonne                                                                                                 | Nommé préfet délégué à Nancy |
| 19 août 1942       | 24 janvier 1944   | Roger Constant                      | Chef du secrétariat particulier du ministre Pierre Pucheu                                                              | Nommé préfet du Morbihan |
| 24 janvier 1944    | 10 décembre 1944  | André Portal                        | Sous-préfet d'Arles par intérim                                                                                        | Suspendu de ses fonctions |
|                    |                   |                                     | | |
| 7 mai 1946         | 26 juillet 1950   | Claude Deshayes                     | Chef de cabinet du ministre de la reconstruction et de l'urbanisme Raoul Dautry                                        | Nommé préfet de l'Aveyron |
| 25 août 1950       | 12 novembre 1953  | Maurice Oster                       | Sous-préfet de Thionville                                                                                              | Mis à la disposition du ministre de la France d'Outre-Mer |
|                    |                   |                                     | | |
| 13 janvier 1954    | 21 mars 1958      | Jacques Bonis-Charancle             | Sous-préfet de Tournon-sur-Rhône                                                                                       | Nommé préfet de la Haute-Saône |
|                    |                   |                                     | | |
| 1er septembre 1961 | 5 février 1969    | Pierre Rouvière                     | A la disposition du préfet inspecteur général régional d'Alger                                                         | Nommé sous-préfet de Valenciennes |
| 26 février 1969    | 21 avril 1975     | Julien Vincent                      | Sous-préfet de Montluçon                                                                                               | Nommé préfet de l'Aveyron |
| 23 mai 1975        | 27 avril 1978     | Jean Desgranges                     | Sous-préfet de Cambrai                                                                                                 | Nommé préfet de l'Yonne |
| 6 juin 1978        | 19 janvier 1982   | Yves Bonnet                         | Sous-préfet de Cherbourg                                                                                               | Nommé préfet représentant du gouvernement à Mayotte |
| 1982               | 1984              | Georges Peyronne                    | | |
| 1985               |                   | Michel Morin                        | | |
|                    |                   |                                     | | |
|                    | 5 juin 1992       | Bernard Prevost                     | | Nommé préfet de la Nièvre |
| 13 juillet 1992    | 13 juillet 1995   | André Viau                          | Secrétaire général de la préfecture de la Côte-d'Or                                                                    | Nommé préfet de la Haute-Corse |
| 18 septembre 1995  | 4 novembre 1997   | Jean-Pierre Maurice                 | Secrétaire général de la préfecture de la Haute-Vienne                                                                 | Nommé directeur du cabinet du préfet de la région d'Ile-de-France, préfet de Paris |
| 6 novembre 1997    | 10 janvier 2001   | Jean-François Tallec                | Chargé de mission pour les affaires régionales auprès du préfet de la région Midi-Pyrénées, préfet de la Haute-Garonne | Nommé préfet de la collectivité territoriale de Saint-Pierre-et-Miquelon |
| 24 janvier 2001    |                   | Daniel Ferey                        | Commissaire divisionnaire de la police nationale                                                                       | |
| 22 juin 2006       | 29 octobre 2009   | Jean-Régis Borius                   | Secrétaire général de la préfecture de l'Oise                                                                          | Nommé préfet de la collectivité territoriale de Saint-Pierre-et-Miquelon |
| 10 décembre 2009   | 1er août 2012     | Jérôme Gutton                       | Secrétaire général de la préfecture du Var                                                                             | Nommé préfet de l'Indre |
| 14 septembre 2012  | 3 mars 2016       | Henri Jean                          | Secrétaire général de la préfecture de la Haute-Vienne                                                                 | Administrateur du Grand port maritime de Dunkerque (GPMD) Travaille à l'élaboration du schéma départemental de coopération intercommunale, à une convention entre l'État et le groupe Total concernant le site de l'ancienne raffinerie des Flandres, et sur les enjeux de sécurité industrielle et technologique Nommé préfet de la collectivité territoriale de Saint-Pierre-et-Miquelon |
| 7 avril 2016       | 28 août 2020      | Eric Etienne                        | Secrétaire général de la préfecture du Finistère                                                                       | Nommé Préfet de la Haute-Loire |
| 8 octobre 2020     | 3 mars 2023       | Hervé Tourmente                     | Directeur du Centre de Veille                                                                                          | Nommé Préfet Délégué à La Défense et la Sécurité de la Zone Ouest |
| 17 avril 2023      | En cours          | François-Xavier Bieuville           | Sous-préfet de Douai                                                                                                   | |

## Démographie
En 2022, l'arrondissement comptait 371 940 habitants.
| 1962    | 1968    | 1975    | 1982    | 1990    | 1999    | 2006    | 2011    | 2016    |
| ------- | ------- | ------- | ------- | ------- | ------- | ------- | ------- | ------- |
| 296 996 | 317 695 | 351 281 | 371 670 | 375 073 | 379 702 | 375 784 | 376 816 | 377 294 |

| 2021    | 2022    | - | - | - | - | - | - | - |
| ------- | ------- | - | - | - | - | - | - | - |
| 371 736 | 371 940 | - | - | - | - | - | - | - |

### Pyramide des âges
Comparaison des pyramides des âges de l'arrondissement et du département du Nord en 2006 :
| Hommes | Classe d’âge   | Femmes |
| ------ | -------------- | ------ |
| 0,2    | 90 ans et plus | 0,8    |
| 4,4    | 75 à 89 ans    | 7,6    |
| 11,3   | 60 à 74 ans    | 12,7   |
| 21     | 45 à 59 ans    | 20,7   |
| 21,3   | 30 à 44 ans    | 20,5   |
| 20,4   | 15 à 29 ans    | 18,5   |
| 21,4   | 0 à 14 ans     | 19,2   |

| Hommes | Classe d’âge   | Femmes |
| ------ | -------------- | ------ |
| 0,2    | 90 ans et plus | 0,8    |
| 4,3    | 75 à 89 ans    | 7,9    |
| 10,3   | 60 à 74 ans    | 11,9   |
| 19,7   | 45 à 59 ans    | 19,4   |
| 21,1   | 30 à 44 ans    | 20,1   |
| 22,6   | 15 à 29 ans    | 21     |
| 21,6   | 0 à 14 ans     | 19     |